# Daughters Courageous
Daughters Courageous is een Amerikaanse dramafilm uit 1939 onder regie van Michael Curtiz. In Nederland werd de film destijds uitgebracht onder de titel Vier moedige meisjes.

## Verhaal
Nancy Master is een alleenstaande moeder met vier dochters. Ze heeft plannen om te trouwen met zakenman Sam Sloane, wanneer haar ex-man Jim na twintig jaar plotseling weer op de stoep staan. Hij krijgt geen warm onthaal, maar hij wint al gauw de harten van zijn vier dochters.

## Rolverdeling
| Acteur           | Personage             |
| ---------------- | --------------------- |
| John Garfield    | Gabriel Lopez         |
| Claude Rains     | Jim Masters           |
| Jeffrey Lynn     | Johnny Heming         |
| Fay Bainter      | Nancy Masters         |
| Donald Crisp     | Sam Sloane            |
| May Robson       | Penny                 |
| Frank McHugh     | George                |
| Dick Foran       | Eddie Moore           |
| Priscilla Lane   | Buff Masters          |
| Rosemary Lane    | Tinka Masters         |
| Lola Lane        | Linda Masters         |
| Gale Page        | Cora Masters          |
| George Humbert   | Manuel Lopez          |
| Berton Churchill | Rechter Henry Hornsby |